# Filcas
La Filcas era una squadra maschile italiana di ciclismo su strada. Attiva nel professionismo nel solo 1974, in stagione giunse alla vittoria della prima tappa del Giro d'Italia grazie a Wilfried Reybrouck (che indossò per due giorni la maglia rosa); inoltre ottenne il terzo posto alla Tirreno-Adriatico con Simone Fraccaro.
Lo sponsor era Filcas, azienda produttrice di carte da regalo con sede a Valvasone (provincia di Pordenone).

## Cronistoria

### Annuario
| Anno | Codice | Nome   | Cat. | Biciclette | Dirigenza                      |
| ---- | ------ | ------ | ---- | ---------- | ------------------------------ |
| 1974 | -      | Filcas | Pro  | ?          | Dir. sportivi: Remigio Zanatta |

## Palmarès

### Grandi Giri
- Giro d'Italia

Partecipazioni: 1 (1974) 
1 vittoria di tappa:
1 nel 1974: Wilfried Reybrouck
Vittorie finali: 0
Altre classifiche: 0
- Tour de France

Partecipazioni: 0
- Vuelta a España

Partecipazioni: 0

## Organico 1974

### Rosa
|  | Naz.              |  | Sportivo           |  |  |  |
|  | ----------------- |  | ------------------ |  |  |  |
|  | Italia (bandiera) |  | Attilio Benfatto   |  |  |  |
|  | Italia (bandiera) |  | Claudio Bortolotto |  |  |  |
|  | Italia (bandiera) |  | Efrem Dall'Anese   |  |  |  |
|  | Italia (bandiera) |  | Adriano Durante    |  |  |  |
|  | Italia (bandiera) |  | Simone Fraccaro    |  |  |  |
|  | Italia (bandiera) |  | Franco Ongarato    |  |  |  |
|  | Italia (bandiera) |  | Alessio Peccolo    |  |  |  |
|  | Belgio (bandiera) |  | Wilfried Reybrouck |  |  |  |
|  | Italia (bandiera) |  | Luciano Rossignoli |  |  |  |
|  | Belgio (bandiera) |  | Eric Serlet        |  |  |  |
|  | Italia (bandiera) |  | Luigi Venturato    |  |  |  |
|  | Italia (bandiera) |  | Franco Vian        |  |  |  |